# Joannicjusz (arcybiskup Cypru)
Joannicjusz (zm. 1848) – zwierzchnik Cypryjskiego Kościoła Prawosławnego w latach 1840–1848.

## Życiorys
Został wybrany na arcybiskupa Nowej Justyniany i całego Cypru po śmierci arcybiskupa Panareta. Podobnie jak jego poprzednik, łączył działalność typowo religijną z wspieraniem ruchu narodowego Greków cypryjskich, upominając się o prawa ludności prawosławnej przed tureckimi władzami wyspy.